# Kostel Povýšení svatého Kříže (Židlochovice)
Kostel Povýšení svatého Kříže je římskokatolický chrám ve městě Židlochovice v okrese Brno-venkov. Je farním kostelem židlochovické farnosti. Kostel je chráněn jako kulturní památka České republiky.

## Historie
Stavba nového kostela v Židlochovicích souvisela zřejmě s pokusem o založení piaristické koleje, což však bylo v roce 1720 zamítnuto. Základní kámen jednolodního barokního chrámu s půlkruhovým kněžištěm byl položen v roce 1717 hrabětem Filipem Ludvíkem Václavem ze Sinzendorfu, majitelem místního panství. Samotná realizace stavby podle plánů Johanna Lukase Hildebrandta proběhla v letech 1724–1726 (vídeňský stavitel Ludwig Sebastian Kaltner), vysvěcen byl až v roce 1730. V pozdější době zcela nahradil původní židlochovický kostel svaté Barbory, z něhož zbyla v polovině 19. století pouze zvonice.
V polovině 19. století poničila střechu kostela vichřice. Při následných opravách byla původní cibulová báň věže nahrazena jehlanovou střechou. Zastřešení lodě bylo zvýšeno a téměř úplně překrylo boční okna věže. Tyto úpravy značně pozměnily původní vzhled kostela.
Schodiště před kostelem bylo postaveno v roce 1949. Je osazeno šesti barokními sochami světců, které vytvořil roku 1746 Johann Stern, židlochovický sochař původem ze Štýrského Hradce. Sochy sem byly přemístěny z bývalé zámecké zahrady ve Velkých Němčicích, zrušené v letech 1945–1946.

## Galerie

kostel Povýšení svatého Kříže
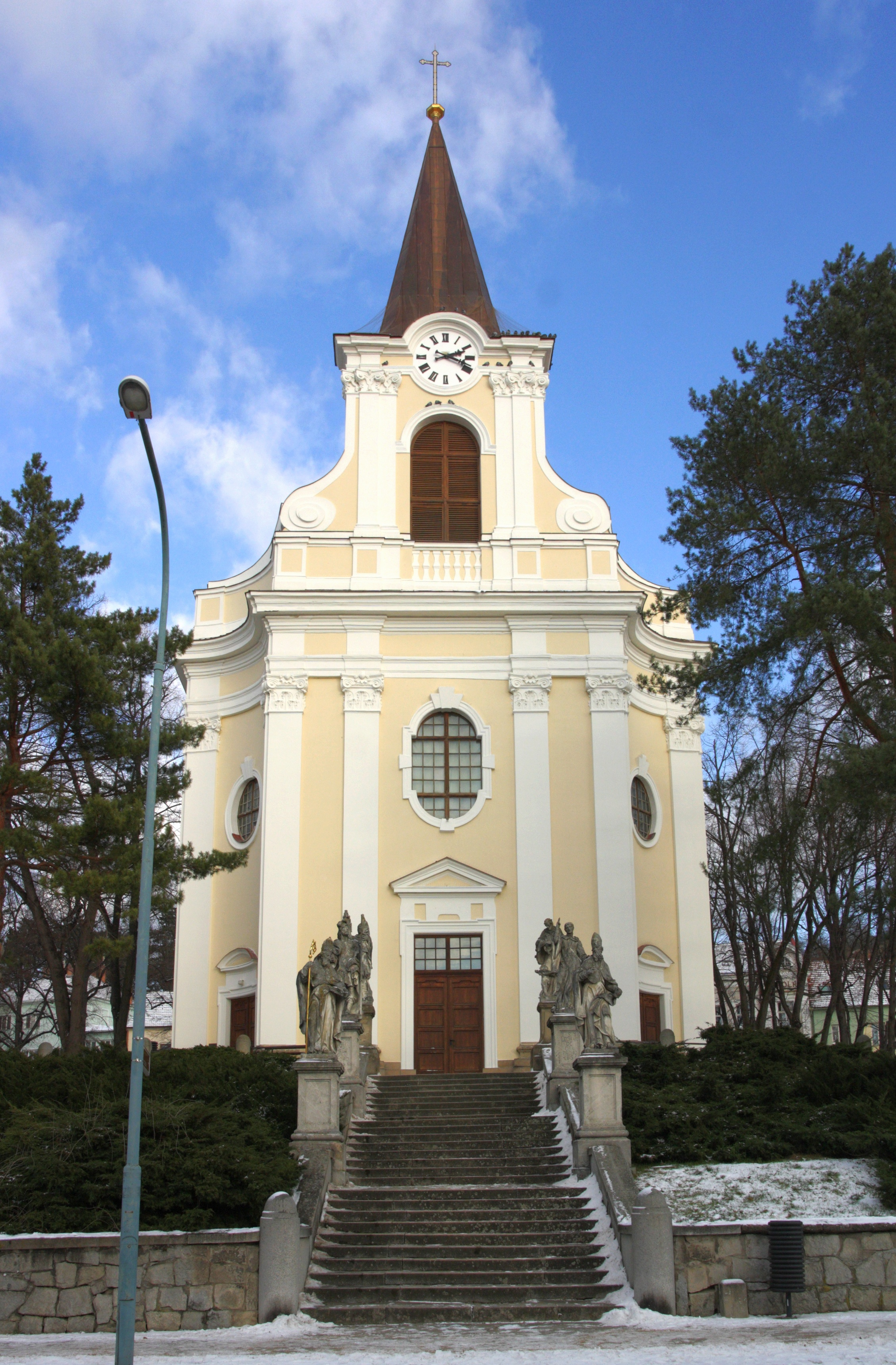
průčelí kostela se schodištěm
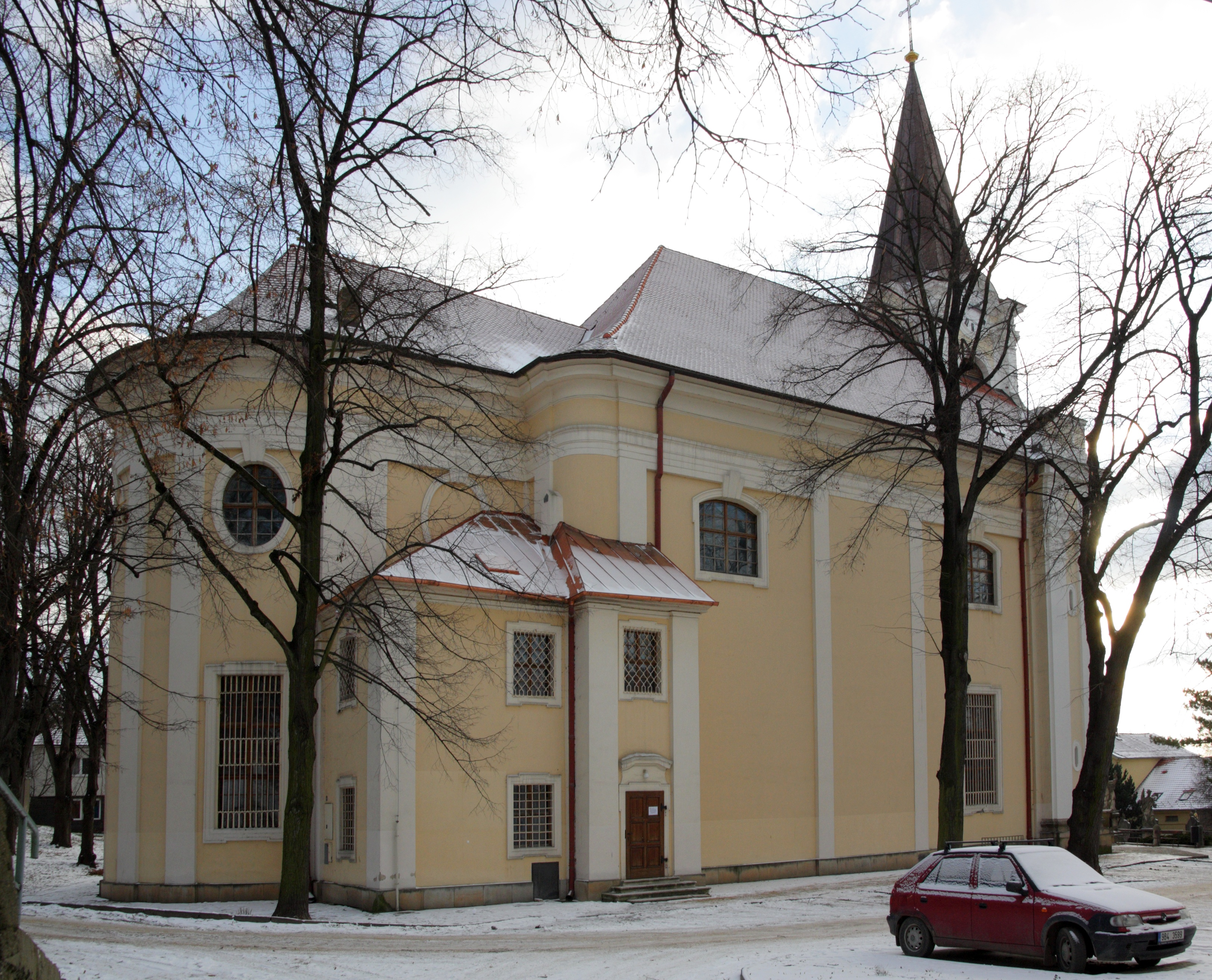
severní pohled
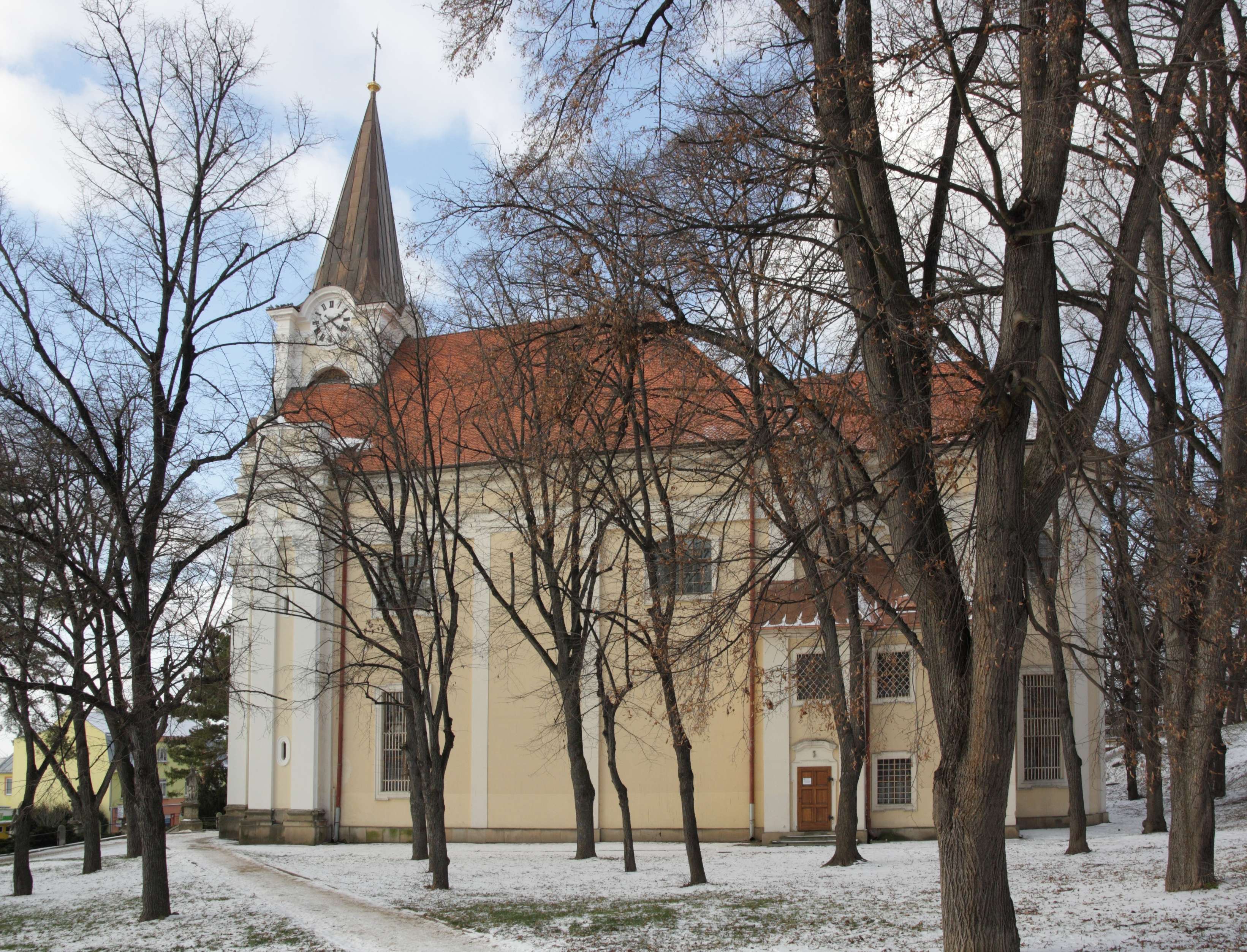
jižní pohled

sochařská díla kolem kostela
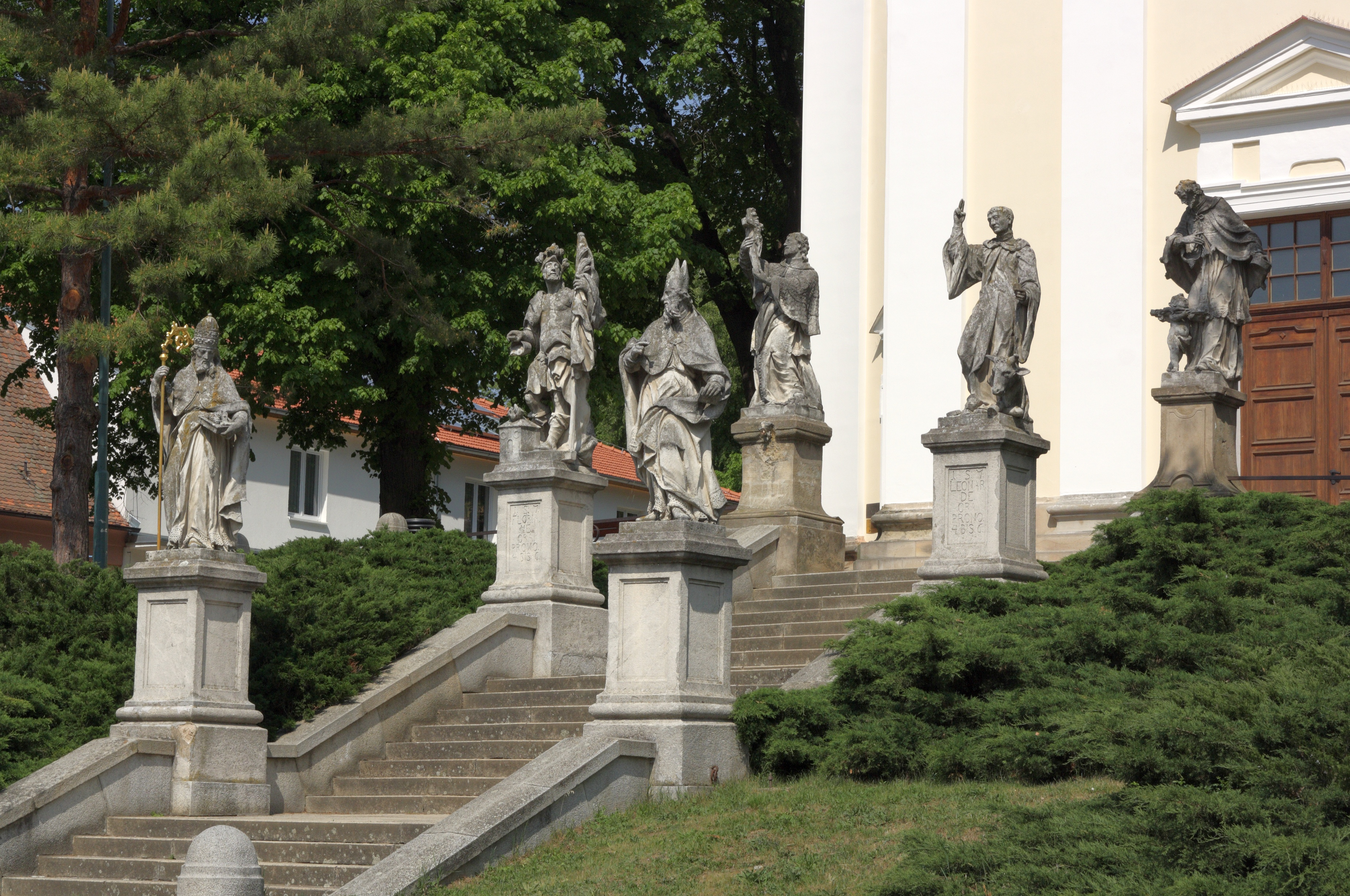
sochy světců u schodiště kostela
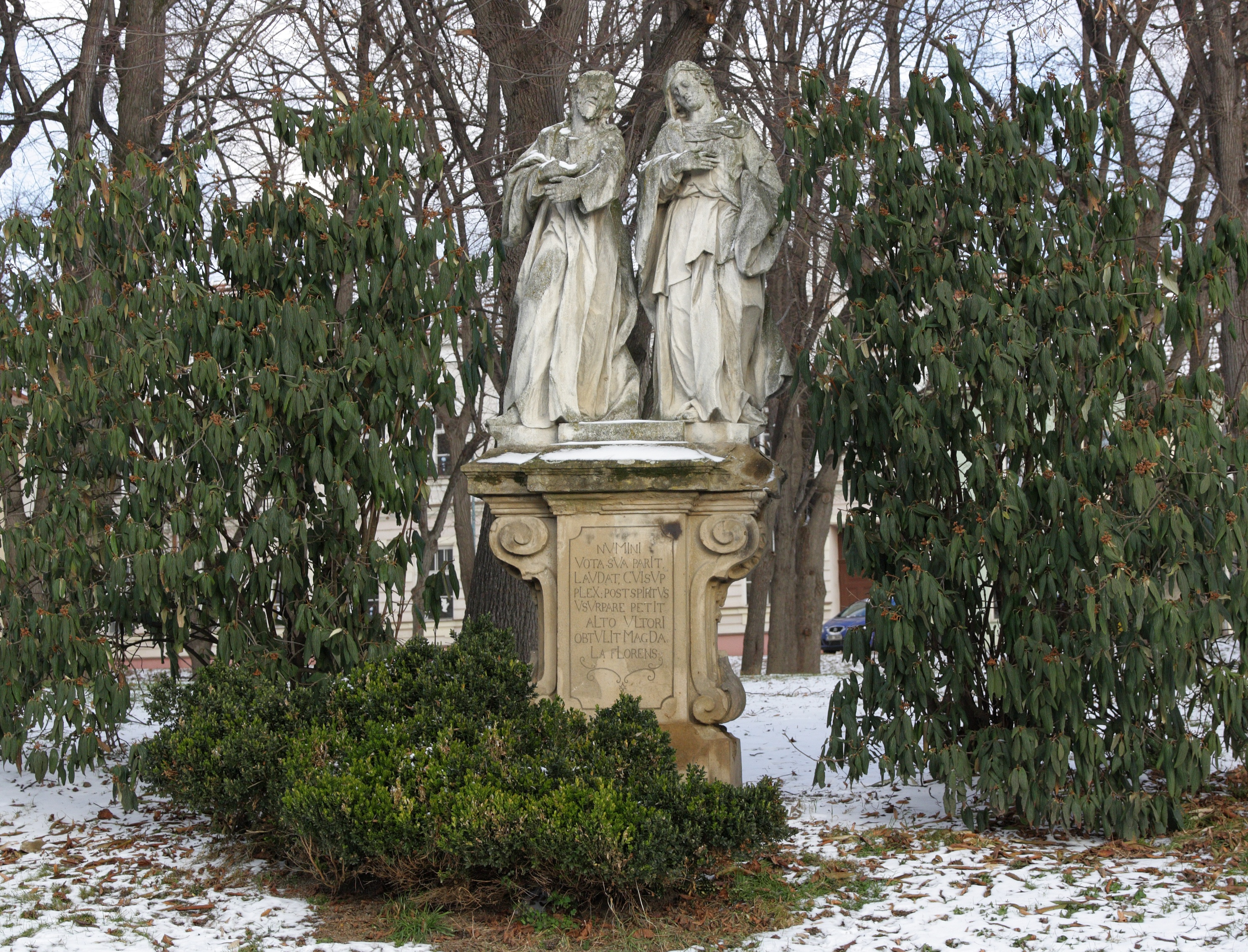
sousoší sv. Josefa a Marie
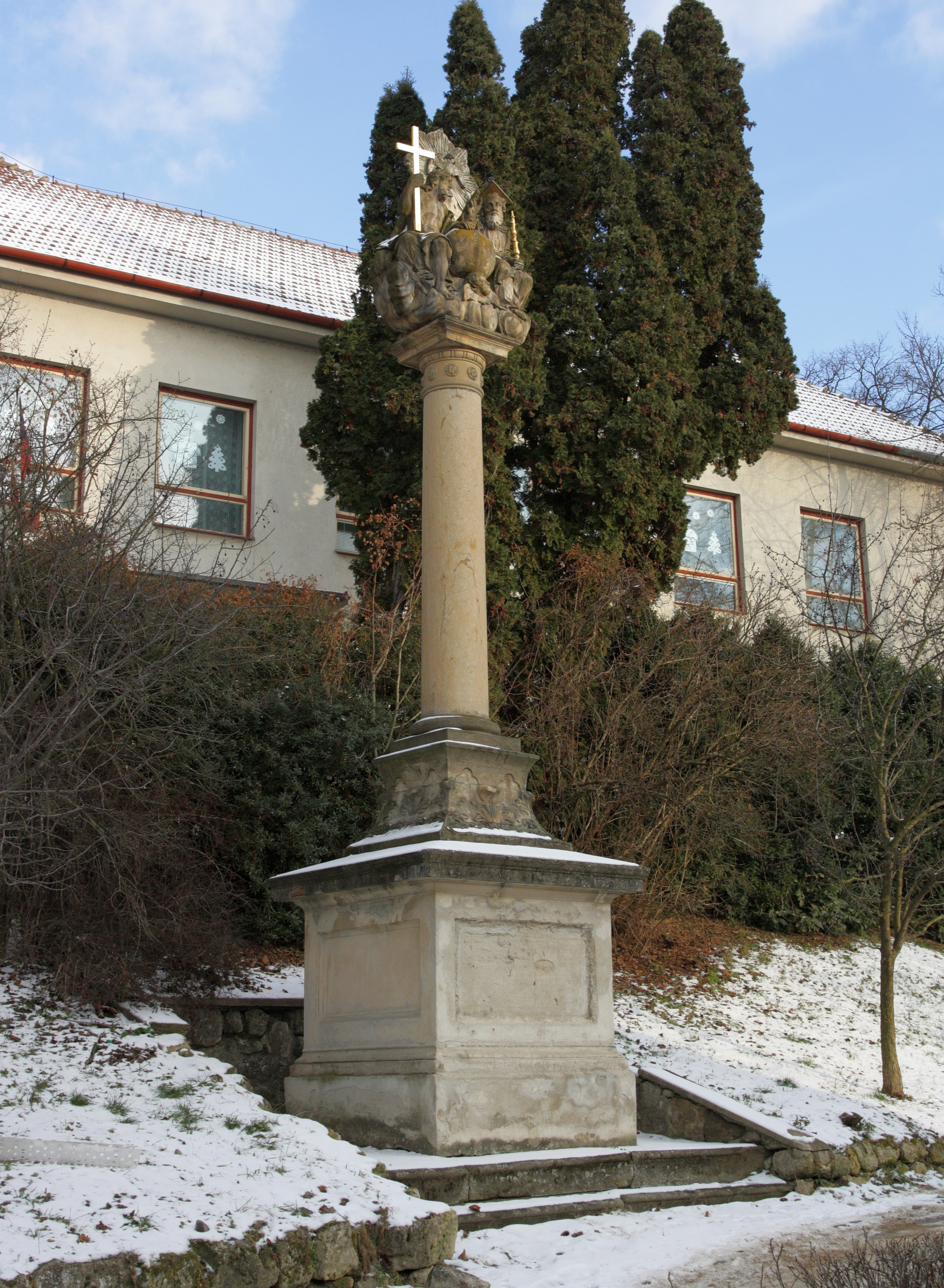
sloup se sousoším Nejsvětější Trojice